# Mireasa
Mireasa – wieś w Rumunii, w okręgu Konstanca, w gminie Târgușor. W 2011 roku liczyła 345 mieszkańców.